# Gare centrale de Saint Pölten
La gare centrale de Saint Pölten (en allemand St. Pölten Hauptbahnhof) est une gare ferroviaire autrichienne de plusieurs lignes dont la ligne de l'Ouest. Elle est située à Sankt Pölten, capitale du land de Basse-Autriche.

## Service des voyageurs

### Desserte
| Ligne      | Trajet                                                                    |
| ---------- | ------------------------------------------------------------------------- |
| RJ/ICE 90  | München – Salzburg Hbf – Linz Hbf – Wien Westbf (– Budapest)              |
| ICE 91     | Frankfurt Hbf – Würzburg Hbf – Nürnberg Hbf – Passau – Linz – Wien Westbf |
| IC         | Salzburg Hbf– Wien Westbahnhof                                            |
| EN 462/463 | Budapest- St. Pölten Hbf- München Hbf(mit Kurswagen aus Bukarest)         |
| EN 466/467 | Budapest- St. Pölten Hbf- Zürich HB(mit Kurswagen aus Prag)               |
| EN 491/492 | Wien Westbahnhof- St.Pölten Hbf- Hamburg Altona                           |